# Novi Zagreb-zapad
Novi Zagreb-zapad (c'est-à-dire Novi Zagreb ouest) est un district ou arrondissement de la ville de Zagreb, capitale de la Croatie. Il fait partie de Novi Zagreb, partie de la ville de Zagreb qui se trouve au sud de la Save, zone résidentielle qui a été développée à partir des années 1950 et qui comporte surtout de grands immeubles et tours d'habitation. Plus récemment ont été construites des zones de pavillons, comme dans le quartier de Savski gaj.
Il compte 58 103 habitants en 2011.
Le district comprend les quartiers suivants : Lanište, Kajzerica, Remetinec, Siget, Savski gaj, Trnsko, Trokut, qui sont les plus peuplés, ainsi que, plus au sud, Blato, Botinec, Podbrežje, Tromostovlje et Sveta Klara, moins densément urbanisés. Le district comporte en outre des localités de banlieue qui se situent au-delà de l'autoroute de contournement de l'agglomération de Zagreb (partie de l'autoroute A3), à l'ouest et au sud.
Les artères principales sont l'avenue de l'Adriatique (Jadranski) à l'ouest et l'avenue Dubrovnik à l'est, qui mène vers Novi Zagreb-istok (Novi Zagreb est), dont il est séparé par l'avenue Većeslav Holjevac. Deux ponts sur la Save relient le district au centre-ville : le pont de l'Adriatique, au centre, et le pont de la Liberté (Most slobodi) à l'extrémité orientale.
L'Arena Zagreb, vaste complexe sportif et événementiel, associé à un centre commercial et de loisir, se trouve dans ce district, dans le quartier de Lanište. L'hippodrome de Zagreb se trouve aussi dans ce district, en bord de Save, près du pont de la Liberté.
Le vaste site de la Foire de Zagreb (en) (Zagrebački velesajam), qui accueille de nombreux salons et comporte un centre de congrès, se situe entre l'hippodrome et l'avenue Dubrovnik.

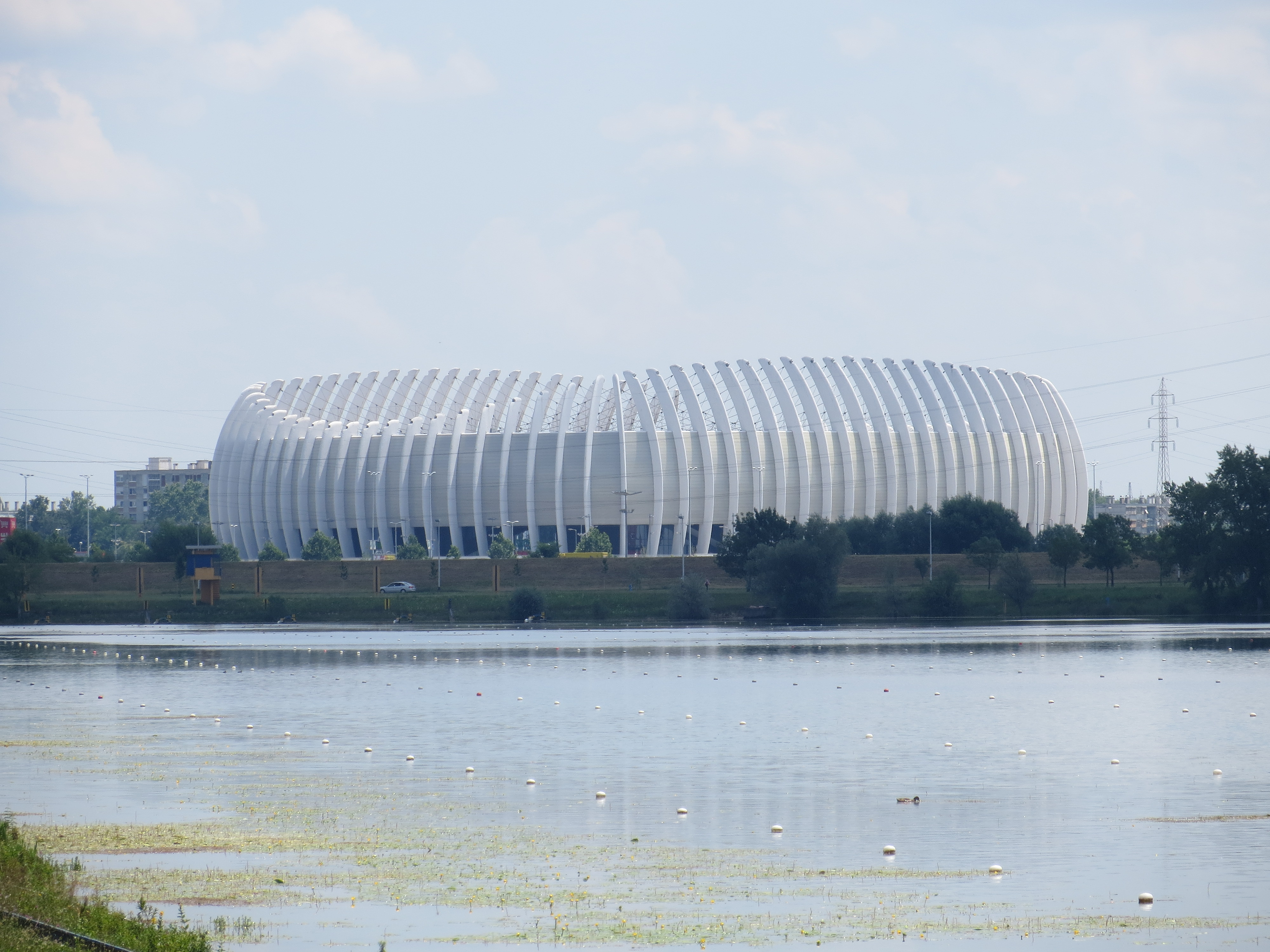
L'Arena Zagreb de l'autre côté du lac Jarun.
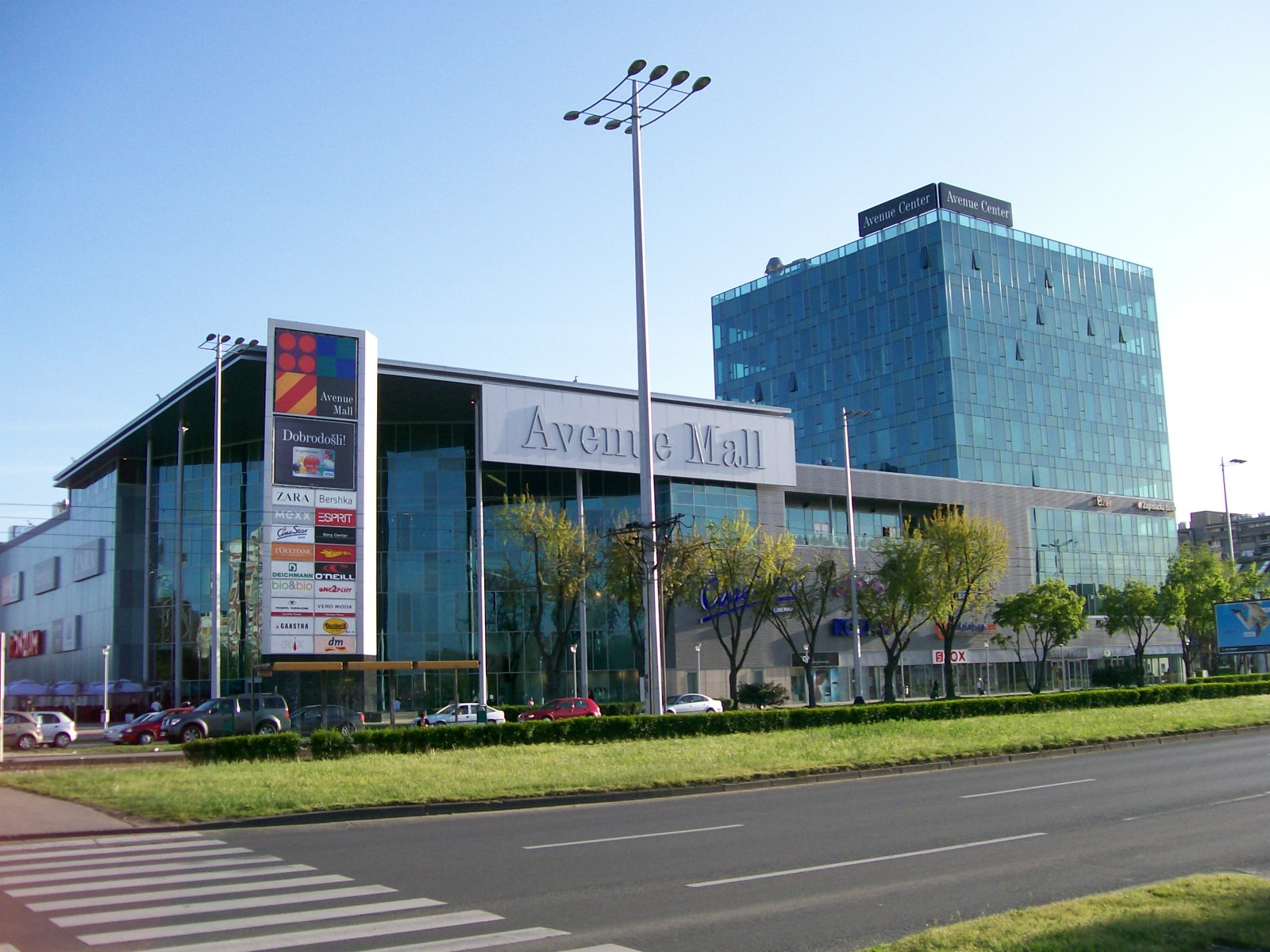
Le centre commercial Avenue Mall.
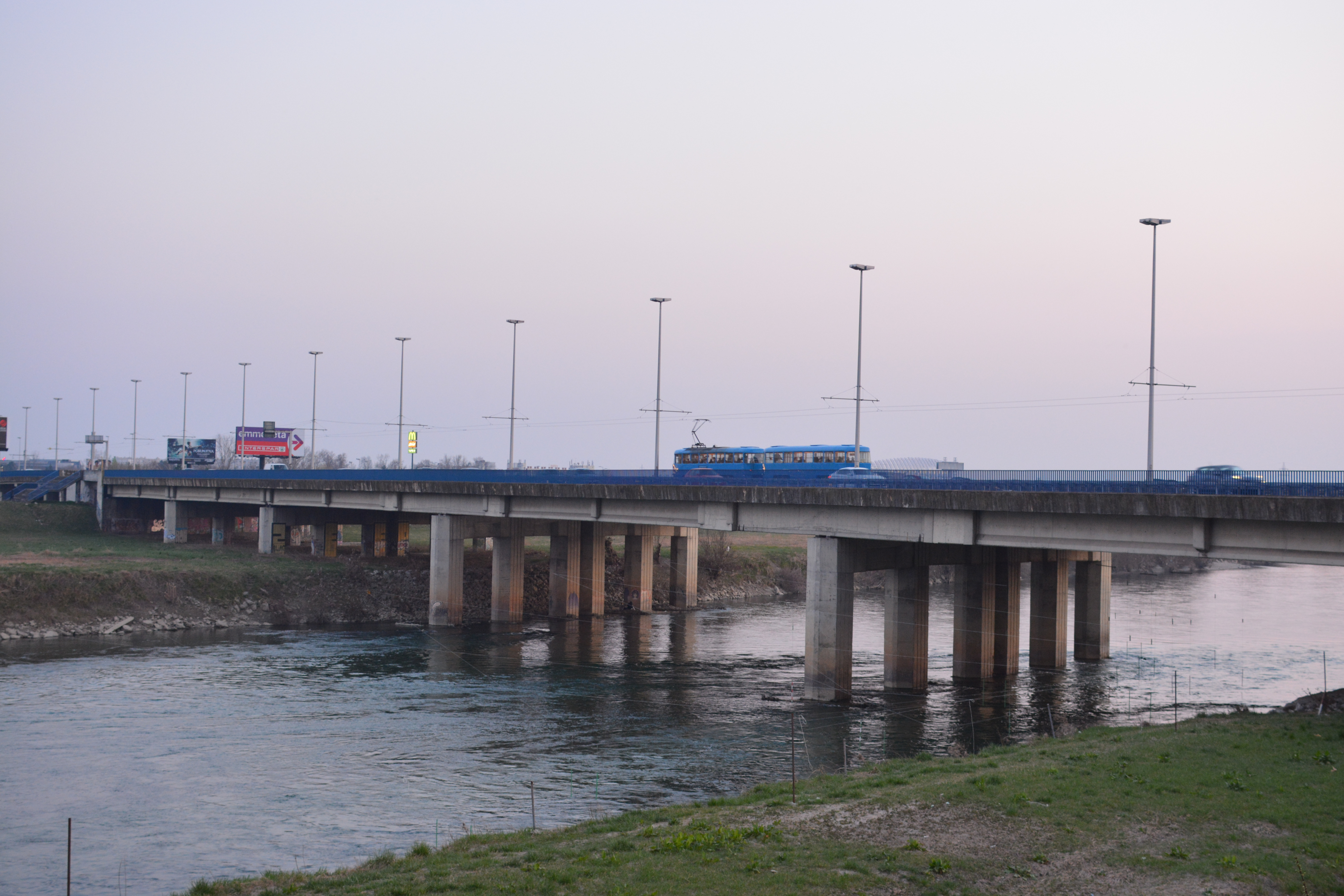
Le pont de l'Adratique.
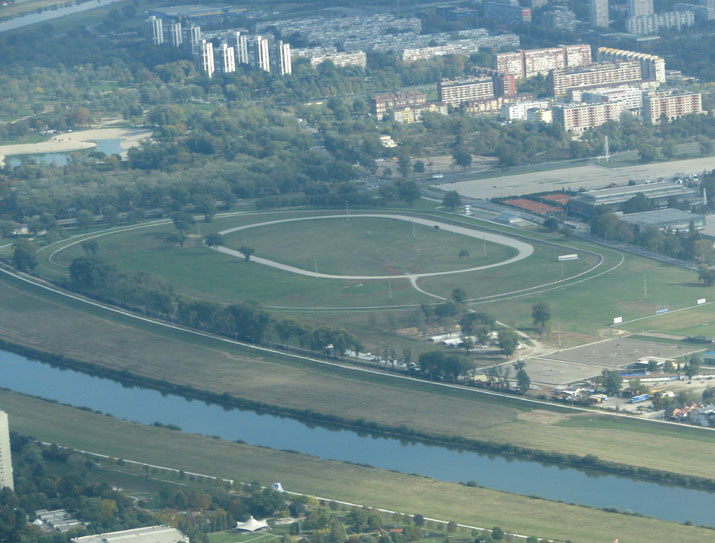
Vue aérienne de l'hippodrome et de la Save.
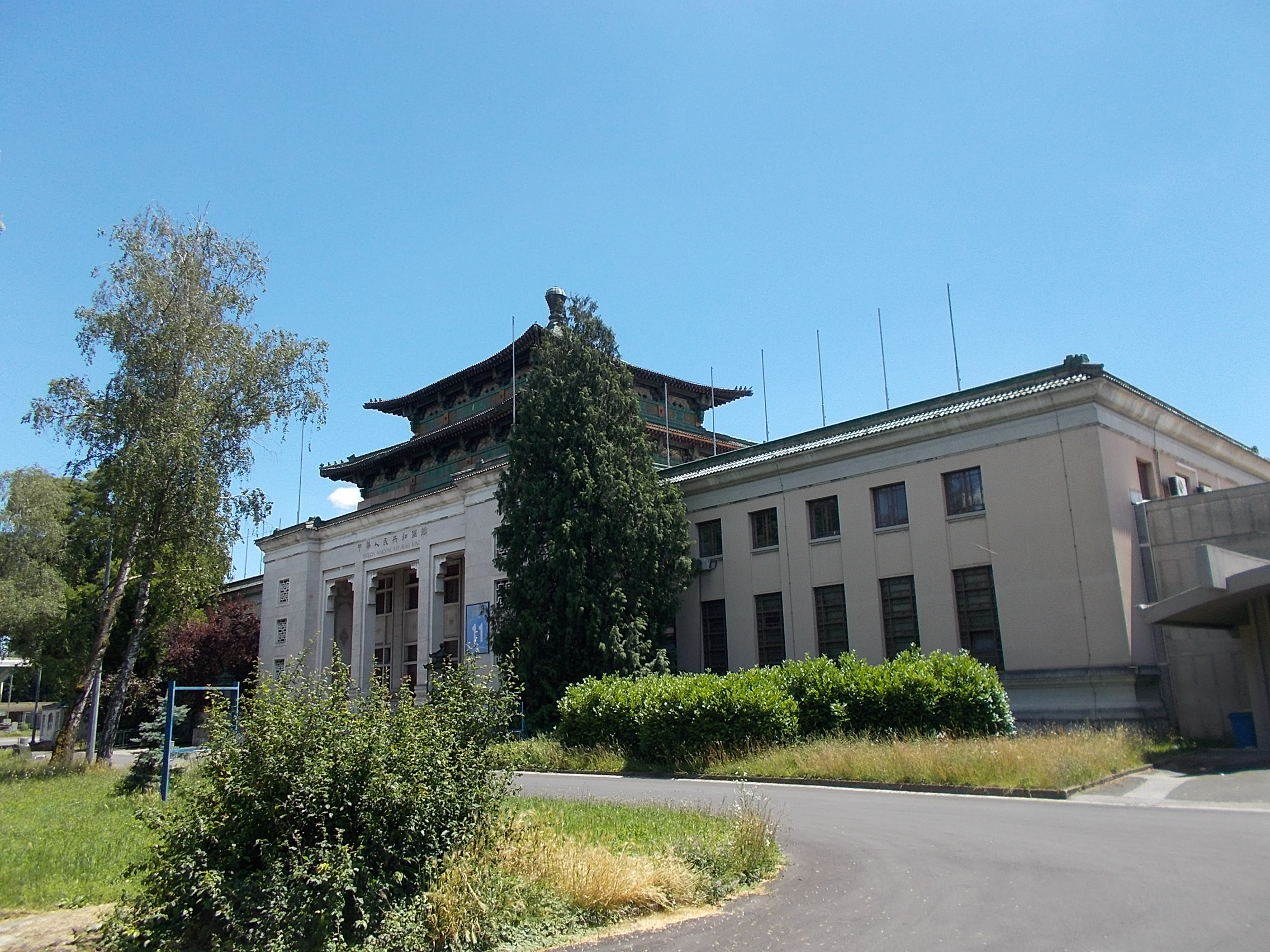
Le pavillon chinois de la Foire de Zagreb.